# Ken Kirzinger
 (juillet 2009).
Si vous disposez d'ouvrages ou d'articles de référence ou si vous connaissez des sites web de qualité traitant du thème abordé ici, merci de compléter l'article en donnant les références utiles à sa vérifiabilité et en les liant à la section « Notes et références ».
Ken Kirzinger, né le 4 novembre 1959 à Saskatchewan au Canada, est un acteur et cascadeur canadien.
Quatorze ans après avoir tenu un rôle de cuisiner (tué par Jason) dans Vendredi 13, l'ultime retour en 1989, il incarne lui-même Jason Voorhees en 2003 dans Freddy contre Jason.
Il fut choisi pour le rôle de Jason Voorhees en 2002 par rapport à sa très grande taille (1,97 m), Ronny Yu voulait un acteur plus svelte et plus grand pour incarner Jason, mais malgré tout, Ken Kirzinger interprèta brillamment Jason.

## Filmographie
- 1987-1990 : MacGyver
  - (saison 3, épisode 4 "Le bateau fantôme") : La créature
  - (saison 6, épisode 12 "Amour de jeunesse") : Le garde du corps
- 1989 : Vendredi 13, l'ultime retour :  le cuisinier à New York
- 1991 : SAS : L'Œil de la veuve (Eye of the Widow)
- 1992 : Highlander ( saison 1 épisode 6 Sale journée pour les otages) : Kirby
- 1993 : X-Files (épisode Projet Arctique) : Richter
- 1994 : Légendes d'automne : O'Banion Thug
- 1995 : Ace Ventura en Afrique : un pilote d'hélicoptère
- 1997 : Stargate SG-1  (série TV) : Un Jaffa
- 1998 : Futuresport : « Hatchet » Jack Jamiston
- 1999 : Les Embrouilles de Will : un flic
- 1999 : Les Yeux du cœur : le père de Maryann
- 2000 : Trixie : un garde du corps d'Avery
- 2000 : Andromeda (série TV) : Glux
- 2003 : Freddy contre Jason : Jason Voorhees
- 2005 : Reefer Madness : Agent des services secrets Matthews
- 2006 : Supernatural  (TV) : saison 1 épisode 15 : Jared Bender
- 2007 : Hot Rod : Trailer Guy
- 2007 : Détour mortel 2 : Pa
- 2007 : Bataille à Seattle : Un officier
- 2008 : Voyage au centre de la Terre (Journey to the Center of the Earth) (TV) : Fighter
- 2009 : Petits meurtres entre voisins (The Building) (TV) : Rick
- 2014 : Une virée en enfer 3 (Joy Ride 3: Road Kill) : Clou rouillé (Rusty Nail)